# Tebenna onustana
Tebenna onustana là một loài bướm đêm thuộc họ Choreutidae. Nó được tìm thấy ở Ontario, Quebec và khu vực đông bắc của Hoa Kỳ.